# Neva Jane Langley
Neva Jane Langley, née le 25 janvier 1933 à Lakeland (Floride)  et morte le 18 novembre 2012, est une Américaine ayant participé à des concours de beauté.
En sa deuxième année d'université, elle est transférée au "Wesleyan College" à Macon (Géorgie), où elle est membre de la sororité "Alpha Delta Pi". Pendant ses études à cette université, elle devient " Miss Macon", "Miss Géorgie", puis "Miss America" en 1953.